# سنجاقک فولبرنی
سنجاقک فولبرنی (نام علمی: Zygonoides fuelleborni) نام یک گونه از تیره آسیابک‌های آب‌نشین است.این گونه سنجاقک در کشورهای آنگولا، بوتسوانا، کامرون، جمهوری دموکراتیک کنگو، کنیا، مالاوی، موزامبیک، نامیبیا، نیجریه، آفریقای جنوبی، سودان، تانزانیا، اوگاندا، زامبیا، زیمبابوه، و احتمالاً بوروندی یافت می شود.